# Саул (вірш)
«Саул» — вірш Тараса Шевченка 1860 року, написаний у С.-Петербурзі.

## Написання та автографи
Зберігся чистовий автограф вірша у «Більшій книжці». Дата в чистовому автографі: «13 октября». Вірш датується дослідниками за автографом та його місцем у «Більшій книжці» серед творів 1860-го: 13 жовтня 1860 року, та місцем написання — С.-Петербург.
Первісний автограф вірша не відомий. Фрагменти його — рядки, що відповідають рядкам 2, 5 — 6, 8 — 12, 26, 29 — 31, 36 — 37, 39 — 40, 50, 57 — 64, 68 — 69, 74, 77, 88 — 92, 102 — 107, 111 — 112 основного тексту, — опубліковано в підрядкових виносках у «Кобзарі з додатком споминок про Шевченка Костомарова і Микешина» (Прага, 1876 рік, стор. 244 — 247). Уривок, що відповідає рядкам 86 — 92 основного тексту, подано тут двічі: нижній шар тексту рядків 88 — 92 у підрядковій виносці, верхній шар тексту рядків 86 — 92 введено безпосередньо в основний текст, тобто контаміновано з пізнішим текстом «Більшої книжки». За чорновим автографом, з новими виправленнями, Шевченко переписав твір до «Більшої книжки» у два прийоми: до рядка 56 включно — чорнилом одного відтінку, після рядка 56 до кінця — чорнилом іншого відтінку (синюватим). Текст «Більшої книжки» остаточний.

## Публікація
Вперше вірш надруковано в «Кобзарі з додатком споминок про Шевченка Костомарова і Микешина» (Прага, 1876 рік, стор. 244 — 247), де подано за «Більшою книжкою», з контамінацією рядків 86 — 92 за чорновим автографом та пропуском рядка 106.

## Сюжет
«Саул» — це не розрахована на цензурний друк антицаристська сатира, типова для творчості Шевченка останнього періоду як за своїм змістом (сатиричне викриття царистських ілюзій), так і за характером худож. реалізації теми (використання біблійного матеріалу). За Біблією, пророк Самуїл помазав на царство Саула (жив в 11 ст. до н. е.), який став жорстоким деспотом. Ця біблійна розповідь дала Шевченкові сюжет для своєрідної політичної притчі про те, як несвідомий народ добровільно одяг царське ярмо. Сюжет цей набув особливої актуальності в умовах політичної боротьби початку 1860-x років, коли значна частина суспільства покладала великі сподівання на «царявизволителя» Олександра II. Поширене свого часу тлумачення образу Саула як сатиричного «псевдоніма» Миколи І (на тій підставі, що О. Герцен у творі «Минуле і думи» назвав Миколу Саулом) не цілком підтверджується змістом сатири, спрямованої проти сучасних поетові царистських ілюзій, самодержавства як принципу і рабської психології вірнопідданства. Саул — не Микола І і не Олександр II, а персоніфікація самодержавної влади з усіма її атрибутами. У «Саулі» Шевченко сатирично змалював немов два шляхи історичного походження царської влади: насильницький і добровільний. Біблійний сюжет про Саула не раз використовували для антицаристської пропаганди в літературі і до Шевченка, зокрема, в призначеному для агітації серед солдатів «Православному катехізисі» декабриста С. Муравйова-Апостола, у вірші В. Крестовського «После избрания Саула» (журнал «Отечественные записки», 1859 рік, № 8) і програмному документі Кирило-Мефодіївського товариства — «Книгах буття українського народу». Стиль вірша — органічне поєднання знижено-бурлескної мови (яка в творі переважає) з патетикою політичної інвективи.